# Hrabstwo Lawrence (Illinois)

Piramida wieku hrabstwa

Hrabstwo Lawrence – hrabstwo w USA, w stanie Illinois, według spisu z 2000 roku liczba ludności wynosiła 15 452. Siedzibą hrabstwa jest Lawrenceville.

## Geografia
Według spisu hrabstwo zajmuje powierzchnię 968 km², z czego  963 km² stanowią lądy, a 5 km² (0,52%) stanowią wody. Hrabstwo Jersey jest częścią metropolii St. Louis.

### Sąsiednie hrabstwa

Stan Illinois na mapie USA

- Hrabstwo Crawford – północ
- Hrabstwo Knox – wschód
- Hrabstwo Wabash – południe
- Hrabstwo Richland – zachód

## Historia
Hrabstwo Lawrence zostało utworzone 16 stycznia 1821 roku z terenów dwóch hrabstw: Crawford i Edwards. Swoją nazwę obrało na cześć kapitana James Lawrence, uczestnika wojny brytyjsko-amerykańskiej w 1812 roku, zamordowanego w akcji w 1813 roku, podczas dowodzenia fregaty USS Chesapeake. W momencie gdy został śmiertelnie ranny wydał okrzyk, który stał się później okrzykiem bojowym – Nie dajcie zatopić statku.
Hrabstwo Lawrence było 20. utworzonym hrabstwem w stanie Illinois. Pierwsi osadnicy pochodzili z południowych stanów: Tennessee, Kentucky, Karoliny Północnej.

## Demografia
Według spisu z 2000 roku hrabstwo zamieszkuje 15 452 osób, które tworzą 6309 gospodarstw domowych oraz 4252 rodzin. Gęstość zaludnienia wynosi 16 osób/km². Na terenie hrabstwa jest 7014 budynków mieszkalnych o częstości występowania wynoszącej 7 budynków/km². Hrabstwo zamieszkuje 97,97% ludności białej, 0,76% ludności czarnej, 0,14% rdzennych mieszkańców Ameryki, 0,12% Azjatów,0,27% ludności innej rasy oraz 0,74% ludności wywodzącej się z dwóch lub więcej ras, 0,89% ludności to Hiszpanie, Latynosi lub inni.
W hrabstwie znajduje się 6309 gospodarstw domowych, w których 28,70% stanowią dzieci poniżej 18. roku życia mieszkające z rodzicami, 54,90% małżeństwa mieszkające wspólnie, 9,00% stanowią samotne matki oraz 32,60% to osoby nie posiadające rodziny. 29,20% wszystkich gospodarstw domowych składa się z jednej osoby oraz 15,00% żyje samotnie i ma powyżej 65. roku życia. Średnia wielkość gospodarstwa domowego wynosi 2,36 osoby, a rodziny wynosi 2,89 osoby.
Przedział wiekowy populacji hrabstwa kształtuje się następująco: 22,70% osób poniżej 18. roku życia, 7,60% pomiędzy 18. a 24. rokiem życia, 26,20% pomiędzy 25. a 44. rokiem życia, 23,40% pomiędzy 45. a 64. rokiem życia oraz 20,10% osób powyżej 65. roku życia. Średni wiek populacji wynosi 41 lat. Na każde 100 kobiet przypada 91,00 mężczyzn. Na każde 100 kobiet powyżej 18. roku życia przypada 87,80 mężczyzn.
Średni dochód dla gospodarstwa domowego wynosi 30 361 USD, a średni dochód dla rodziny wynosi 37 050 dolarów. Mężczyźni osiągają średni dochód w wysokości 28 428 dolarów, a kobiety 18 727 dolarów. Średni dochód na osobę w hrabstwie wynosi 17 070 dolarów. Około 10,70% rodzin oraz 13,70% ludności żyje poniżej minimum socjalnego, z tego 21,30% poniżej 18. roku życia oraz 8,50% powyżej 65. roku życia.

### Okręgi
Hrabstwo Lawrence jest podzielone na dziewięć okręgów:
- Allison
- Bond
- Bridgeport ]
- Christy
- Denison
- Lawrence
- Lukin
- Petty
- Russell

## Miasta
- Bridgeport
- Lawrenceville
- St. Francisville
- Sumner

## Wioski
- Russellville

## Ciekawe miejsca
- Billet
- Chauncey
- Helena
- Petrolia
- Pinkstaff
- Russelville
- Sand Barrens
- Westport